# ルイス・コールマン
ハロルド・ルイス・コールマン（Harold Louis Coleman , 1986年4月4日 - ）は、アメリカ合衆国ミシシッピ州レフロア郡グリーンウッド出身のプロ野球選手（投手）。右投右打。MLBのニューヨーク・メッツ傘下所属。

## 経歴

### プロ入り前
2005年のMLBドラフト28巡目（全体857位）でアトランタ・ブレーブスから指名されたが、ルイジアナ州立大学へ進学した。大学2年時にアンダースローからサイドスローへのフォーム変更が功を奏して成績が向上。
2008年のMLBドラフト14巡目（全体421位）でワシントン・ナショナルズから指名されたが、契約には至らなかった。2009年のメンズ・カレッジ・ワールドシリーズでは胴上げ投手となった。

### プロ入りとロイヤルズ時代
2009年のMLBドラフト5巡目（全体152位）でカンザスシティ・ロイヤルズから指名され、7月9日に契約した。契約後、傘下のA級バーリントン・ビーズでプロデビュー。4試合に登板後、8月にA+級ウィルミントン・ブルーロックスへ昇格。A+級ウィルミントンでは10試合に登板して3勝1敗1セーブ、防御率1.26、22奪三振を記録した。
2010年はAA級ノースウエストアーカンソー・ナチュラルズで開幕を迎え、21試合（先発1試合）に登板。2勝1敗6セーブ、防御率2.09、55奪三振の成績で、7月にAAA級オマハ・ロイヤルズへ昇格。AAA級オマハでは21試合に登板して5勝2敗1セーブ、防御率2.23、48奪三振を記録した。
2011年はAAA級オマハ・ストームチェイサーズで開幕を迎え、6試合に登板後、4月21日にロイヤルズとメジャー契約を結び、同日のクリーブランド・インディアンス戦でメジャーデビュー。2点ビハインドの7回表から登板し、2回を2安打無失点に抑えた。その後はシーズン終了までリリーフに定着し、この年は48試合に登板して1勝4敗1セーブ、防御率2.87、64奪三振を記録した。
2012年2月22日にロイヤルズと1年契約に合意。3月29日にAAA級オマハへ配属され、開幕を迎えた。4月15日にメジャーへ昇格。リリーフとして7試合に登板していたが、5月5日にAAA級オマハへ降格。5月17日に再昇格し、敗戦処理として9試合に登板後、6月13日に再びAAA級オマハへ降格したが、18日に再昇格した。しかし同日のヒューストン・アストロズ戦で、2回を5安打5失点と救援に失敗し、6月20日にAAA級オマハへ降格した。なかなかメジャーに定着できなかったが、7月4日のメジャー昇格後はリリーフに定着。この年は42試合に登板して防御率3.71、65奪三振を記録した。
2013年3月2日にロイヤルズと1年契約に合意。3月28日にAAA級オマハへ配属され、開幕を迎えた。5月23日にメジャーへ昇格し、4試合を全て無失点に抑えていたが、6月4日にAAA級オマハへ降格。7月8日に再昇格した。再昇格後も好投を続け、16試合で1失点、防御率0.47を記録していたが、8月28日にルーク・ホッチェバーが父親産休リストから復帰したため、AAA級オマハへ降格。9月3日に再昇格した。この年は27試合に登板して3勝0敗、防御率0.61、32奪三振を記録した。
2014年2月21日にロイヤルズと1年契約に合意した。3月29日に指の怪我で15日間の故障者リスト入りしたため、開幕ロースターから外れた。4月9日に故障者リストから復帰。復帰後は17試合に登板したが、防御率6.27と振るわず、6月2日にAAA級オマハへ降格。6月17日に再昇格したが、同日のデトロイト・タイガース戦で失点し、6月22日にAAA級オマハへ降格した。7月10日に再昇格したが、2試合で5安打4失点と結果を残せず、16日に降格。8月29日に再昇格したが、プレーオフのロースター入りすることはできなかった。この年は31試合に登板して1勝0敗1セーブ、防御率5.56、24奪三振を記録した。
2015年4月2日に40人枠を外れる形でAAA級オマハに降格し、開幕を迎えた。9月7日にメジャー契約を結んでアクティブ・ロースター入りした。この年は4試合の登板に留まり、メジャーデビュー以来では初となる10試合未満の登板に終わった。しかし、失点はせずに防御率0.00で1勝を挙げ、2013年から3年連続で無敗（勝率1.000）だった。
2016年1月29日にイアン・ケネディの加入に伴ってDFAとなった。2月3日に自由契約となった。

### ドジャース時代
2016年2月19日にブランドン・マッカーシーの60日間の故障者リスト入りに伴い、ロサンゼルス・ドジャースと1年75万ドルで契約を結んだ。8月3日に右肩の疲労で15日間の故障者リスト入りした。9月2日に復帰し、11試合に登板したがポストシーズンはアクティブ・ロースターには入らなかった。12月2日にノンテンダーFAとなった。

### レッズ傘下時代
2017年1月10日にシンシナティ・レッズとマイナー契約を結び、同年のスプリングトレーニングに招待選手として参加することになった。シーズンでは開幕から傘下のAAA級ルイビル・バッツでプレーし、25試合に登板して2勝1敗2セーブ、防御率2.21、44奪三振の好成績を残していたが、6月13日に自由契約となった。

### ダイヤモンドバックス傘下時代
2017年6月23日にアリゾナ・ダイヤモンドバックスとマイナー契約を結び、傘下のAAA級リノ・エーシズへ配属された。8月3日に自由契約となった後、7日に再契約。9月1日に再び自由契約となった。

### タイガース時代
2018年2月23日にタイガースとマイナー契約を結び、同年のスプリングトレーニングに招待選手として参加することになった。開幕は傘下のAAA級トレド・マッドヘンズで迎え、5月12日にメジャー契約を結んでアクティブ・ロースター入りした。この年は51試合に登板して4勝1敗、防御率3.51、41奪三振を記録した。レギュラーシーズン終了後の10月24日にFAとなったが、12月5日にマイナー契約で再契約した。

## 投球スタイル
変則的なサイドスロー投手で奪三振率が高く、右打者に強い。平均球速144km/hのフォーシームと、平均球速140km/hのツーシーム、さらに平均球速131km/hのスライダーの3球種を武器とし、基本球種をスライダーとする技巧派である。かつてはカーブ、チェンジアップなども投げていたが、2016年シーズン終了時点では投げていない。

## 詳細情報

### 年度別投手成績
| 年 度    | 球 団    | 登 板 | 先 発 | 完 投 | 完 封 | 無 四 球 | 勝 利 | 敗 戦 | セ 丨 ブ | ホ 丨 ル ド | 勝 率 | 打 者 | 投 球 回 | 被 安 打 | 被 本 塁 打 | 与 四 球 | 敬 遠 | 与 死 球 | 奪 三 振 | 暴 投 | ボ 丨 ク | 失 点 | 自 責 点 | 防 御 率 | W H I P |
| -------- | -------- | ----- | ----- | ----- | ----- | -------- | ----- | ----- | -------- | ----------- | ----- | ----- | -------- | -------- | ----------- | -------- | ----- | -------- | -------- | ----- | -------- | ----- | -------- | -------- | ------- |
| 2011     | KC       | 48    | 0     | 0     | 0     | 0        | 1     | 4     | 1        | 11          | .250  | 244   | 59.2     | 44       | 9           | 26       | 6     | 3        | 64       | 4     | 0        | 20    | 19       | 2.87     | 1.17    |
| 2012     | KC       | 42    | 0     | 0     | 0     | 0        | 0     | 0     | 0        | 2           | ----  | 217   | 51.0     | 41       | 10          | 26       | 3     | 1        | 65       | 1     | 0        | 23    | 21       | 3.71     | 1.31    |
| 2013     | KC       | 27    | 0     | 0     | 0     | 0        | 3     | 0     | 0        | 4           | 1.000 | 110   | 29.2     | 19       | 1           | 6        | 1     | 1        | 32       | 1     | 0        | 2     | 2        | 0.61     | 0.84    |
| 2014     | KC       | 31    | 0     | 0     | 0     | 0        | 1     | 0     | 1        | 1           | 1.000 | 154   | 34.0     | 39       | 6           | 18       | 1     | 1        | 24       | 3     | 0        | 21    | 21       | 5.56     | 1.67    |
| 2015     | KC       | 4     | 0     | 0     | 0     | 0        | 1     | 0     | 0        | 0           | 1.000 | 11    | 3.0      | 1        | 0           | 2        | 0     | 0        | 1        | 0     | 0        | 0     | 0        | 0.00     | 1.00    |
| 2016     | LAD      | 61    | 0     | 0     | 0     | 0        | 2     | 1     | 0        | 10          | .667  | 211   | 48.0     | 45       | 5           | 24       | 2     | 3        | 45       | 3     | 0        | 27    | 25       | 4.69     | 1.44    |
| 2018     | DET      | 51    | 0     | 0     | 0     | 0        | 4     | 1     | 0        | 6           | .800  | 217   | 51.1     | 43       | 5           | 24       | 2     | 6        | 41       | 0     | 0        | 21    | 20       | 3.51     | 1.31    |
| MLB：7年 | MLB：7年 | 264   | 0     | 0     | 0     | 0        | 12    | 6     | 2        | 34          | .667  | 1164  | 276.2    | 232      | 36          | 126      | 15    | 15       | 272      | 12    | 0        | 114   | 108      | 3.51     | 1.29    |

- 2018年度シーズン終了時

### 背番号
- 46（2011年）
- 31（2012年 - 2014年）
- 49（2015年）
- 67（2016年）
- 19（2018年）